# Orca Airways

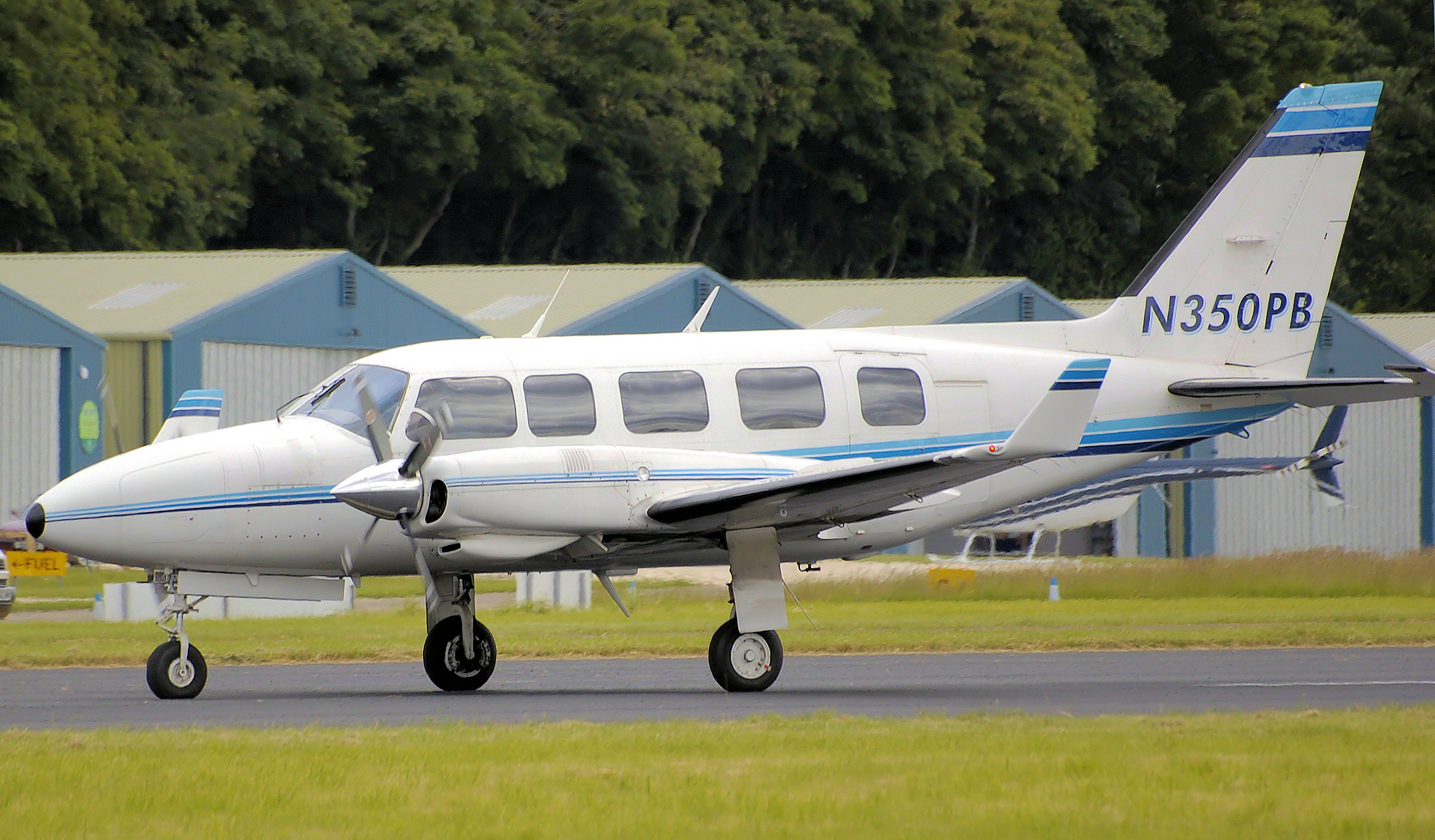
Piper PA-31 Navajo авиакомпании Orca Airways

Orca Airways — небольшая канадская авиакомпания местного значения со штаб-квартирой в городе Ванкувер (Британская Колумбия), выполняющая регулярные пассажирские и чартерные перевозки в небольшие населённые пункты провинции.
Авиакомпания эксплуатирует воздушный флот из восьми самолётов Piper Navajo. Рейсы перевозчика в Международном аэропорту Ванкувер обслуживаются в южном пассажирском терминале.

## История компании
Авиакомпания Orca Airways была образована в январе 2005 года и начала операционную деятельность в июле того же года с выполнения регулярных рейсов из Ванкувера в Аэропорт Тофино. В течение следующего года маршрутная сеть перевозчика расширялась в основном за счёт чартерных пассажирских и грузовых перевозок в населённые пункты Британской Колумбии.
Компания полностью находится в частной собственности семьи одного из канадских бизнесменов.

## Пункты назначения
По состоянию на август 2008 года авиакомпания Orca Airways выполняла регулярные пассажирские рейсы по следующим пунктам назначения:
- Канада
  - Абботсфорд — Международный аэропорт Эбботсфорд
  - Кваликум-Бич — Аэропорт Кваликум-Бич
  - Тофино — Аэропорт Тофино
  - Ванкувер — Международный аэропорт Ванкувер
  - Виктория — Международный аэропорт Виктория
- Соединённые Штаты Америки
  - Сиэтл — Международный аэропорт Сиэтл/Такома (через своего партнёра — региональную авиакомпания США Horizon Air, рейсы сезонные)[4]

## Флот
По состоянию на 19 октября 2009 года воздушный флот авиакомпании Orca Airways составляли следующие самолёты::
- 8 × Piper PA-31 Navajo